# Ritchie de Laet
Richard "Ritchie" De Laet (Antwerpen, 1988. november 28. –) belga labdarúgó, aki jelenleg az Aston Villában játszik. Középhátvédként és szélső hátvédként is bevethető.

## Pályafutása

### Stoke City
De Laet 2007. augusztus 17-én, 100 ezer fontért igazolt a Stoke Cityhez a Royal Antwerptől. Hároméves szerződést írt alá a piros-fehérekkel. 2008 nyarán próbajátékon vett részt a Bournemouth-nál, egy Portsmouth elleni barátságos meccsen pályára is lépett a csapatban, de végül nem igazolták le. Októberben a Wrexham egy hónapra kölcsönvette. Egy Lewes elleni bajnokin mutatkozhatott be a walesieknél. Sérvműtétje miatt három meccsnél többet nem játszhatott.

### Manchester United
2009. január 8-án a Manchester Unitedhez szerződött. A manchesteriek annak függvényében fizetnek majd a Stoke Citynek, hogy hányszor lép pályára. Átigazolása után a tartalékcsapatba került, ahol kilenc meccset játszott, melyek alatt mindössze négy gólt kapott a csapat.
De Laet 2009. május 24-én játszott először a nagy csapatban, a Hull City elleni szezonzárón kapott lehetőséget.

### A válogatottban
Néhány nappal azután, hogy bemutatkozott a Manchester United első csapatában, De Laetet behívták a belga válogatottba a Chile és Japán elleni mérkőzésekre. 2009. május 29-én, a chileiek ellen lépett először pályára a nemzeti csapatban.

## Sikerei, díjai
Leicester City FC
- Championship: 2013-14
- Premier League: 2015-16

## Külső hivatkozások
- Ritchie De Laet pályafutásának statisztikái a Soccerbase oldalon (angolul)

- Richie De Laet adatlapja a Manchester United honlapján